# Liste des palais de Nice
Pour un article plus général, voir Palais de Nice.
Cette liste des palais de Nice ne concerne que le mot palais (à l'exclusion des mots palace, palazzo et palai). Des renseignements plus complets sont donnés pour chacun des palais à l'article palais de Nice à leur adresse.
Une galerie photographique figure dans l'article Détails nominatifs des palais de Nice.
Cette liste ne concerne pas les Palais du Vieux-Nice.
Renvois : Ange : Baie des Anges, Michel-Ange ; Angeles : Los Angeles ;
Antoine :  Saint Antoine, Antoine ; 
Arc : Jeanne d'Arc ;
Avenues : Deux Avenues ;
Azur : Bel-Azur, Reine d'Azur, Rives d'Azur, Azur, Azurie ;
B. Aune : Aune ;
Berthe : Reine-Berthe ; Besset : Cyrille Besset ; Bonheur : Rosa Bonheur ;
Canto : Bel Canto ;  
Charles : Prince Charles, Charles (Petit Palais) ; 
Christine : Marie-Christine (2), Christine ;
Clérissy : Pierre Clérissy ;
D'Arc : Jeanne d'Arc ;
Debenedetti : Victor Debenedetti ;
Del Sol : Sol ;
E. Amoretti : Amoretti ;
Ermitage : Hermitage ;
Étienne : Audiberti de Saint-Étienne, Saint Étienne ; 
Falicon : Renaud de Falicon ; Fleuri : Parc Fleuri ; 
Gabrielle : Marie-Gabrielle ; Galles : Prince de Galles ;
Hugo : Victor Hugo ;
Hugues : Jacques Hugues, Jean Hugues ;
J.-B. Arnulf : Arnulf ;
Jeanne : Reine Jeanne, Jeanne d'Arc ;
Joffre : Maréchal Joffre, Joffre ; 
Karr : Alphonse Karr ; Lévy : Marie Lévy ; Miette : Marie Miette ;
Laguzzi : Second Laguzzi ;
Mare : Bel Mare ;
Marie : Reine Marie, Mary, Marie (3);
Nadaud : Gustave Nadaud ; Nizza : Bella Nizza ; Nord : Étoile du Nord ;
Orestis : De Orestis ;
Pin : Tony Pin, Pin (2) ;
Raynaud : Auguste Raynaud ; Rey : Adrien Rey ;
Suzzoni : Santoni de Suzzoni ; 
Thérèse : Thérèsa, Sainte Thérèse ;
York : New-York.  
1. Acacias (Palais Les) : 38 rue Vernier
2. Acquaviva (Palais) : 111 rue de France
3. Adeila (Palais) : 5 avenue des Fleurs
4. Adelphi (Palais) : 19 rue Édouard-Dalmas
5. Adrien Rey (Palais) : 39 rue Lamartine, au coin du [22] rue de Paris
6. Agriculture (Palais de l') : 113 promenade des Anglais
7. Albert Ier (Palais) :
  1. 11 bis rue Grimaldi : Albert Ier de Monaco. Photo : Entrée avec détail nominatif.
  2. 19 rue Saint-François-de-Paule (coin avenue des Phocéens) : Albert Ier de Belgique
8. Alexandra (Palais) : 15 boulevard Tzarevitch
9. Alexandre (Palais) : 42 avenue Bellevue
10. "Americ" (Palais) : 4 boulevard Saint-Roch
11. Aiglon (Palais L') : 7 boulevard de Cimiez
12. Alcyone (Palais) : 102 rue de France. Photo : Vue générale avec détail nominatif.
13. Alfred (Palais) : 37D boulevard Gorbella
14. Alice (Palais) : 1 rue Dalpozzo
15. Alphonse XIII (Palais) : 50-52 rue de France. Photo : Plaque nominative.
16. Alphonse Karr : 2 rue Rossini
17. Amoretti (Palais E.) : 14 boulevard Dubouchage
18. Angleterre (Palais d') : 10 rue d'Angleterre
19. Annette (Palais) : 37A boulevard Gorbella
20. Arènes (Palais des) : 4 avenue des Arènes de Cimiez
21. Argentin (Le Palais) : 22 bis avenue Georges-Clemenceau
22. Ariane (Palais) : 
  1. 14 rue Frédéric-Passy
  2. 94 boulevard Pasteur
23. Armida (Palais) : 8 rue Rossini
24. Arnulf (Palais J.-B.) : 95 rue de France
25. Arts (Le Palais des) : 144 rue de France
26. « Ascot » (Palais) : 193-195 promenade des Anglais
27. Astraudo (Palais) : 7 place Île-de-Beauté
28. Athéna (Palais) : 36 rue Ribotti
29. Atlanta (Palais) : 25 avenue Georges-Clemenceau. Photo :  Détail nominatif sur verre.
30. Audiberti de Saint-Étienne (Palais) alias Renaud de Falicon (Palais) : 2 rue Tonduti-de-l'Escarène
31. Auguste Raynaud (Palais) : 54 avenue Bellevue
32. Aune (palais B.) : angle 12 avenue Georges-Clemenceau et 11 rue d'Angleterre
33. Palais Aurore : 111 et 113 boulevard François-Grosso et 33 boulevard Tzarewitch
34. Azur (Palais d') : 7 avenue du cap de Nice
35. Azurie (Palais d') : 20 boulevard Victor-Hugo
36. Baie des Anges (Palais) : 4 rue Joseph-Fricero
37. Beaulieu (Palais) : 26 avenue Maréchal-Foch
38. Beaumont (Palais) : 7 bis rue Beaumont. Photo : Entrée nominative.
39. Bel-Azur (Palais) : 109 boulevard François-Grosso
40. Bel Canto (Palais) : 29 avenue Malaussena
41. Bel Mare (Palais) : 1 avenue Alfred-Leroux et 68 boulevard Carnot
42. Belgica (Palais) : 75 rue de France
43. Belgique (Palais de) : 11 et 13 rue de Belgique
44. « Bella Nizza » (Palais) : 52 boulevard Risso
45. Bellecour (Palais) : 14 rue Trachel
46. Bellevue (Palais) : 
  1. 42 avenue Bellevue
  2. 6-8-10-12 rue Guynemer
47. Berlioz (Palais) : 50 avenue Georges-Clemenceau (coin rue Berlioz)
48. Berthe (Palais) : 48 rue Auguste-Gal
49. Biscarra (Palais) : 9 rue Biscarra
50. Blacas (Palais) : 10 rue Blacas
51. Blancon (Palais) : 1 bis rue Pierre-Blancon
52. Bouteilly (Palais) : 18 rue Berlioz
53. Bréa (Palais) : 16 avenue Notre-Dame. Photo : Vue générale avec détail nominatif.
54. Bristol (Palais) : 24 boulevard Joseph-Garnier
55. Buffa (Palais de la) :
  1. 22 rue de la Buffa
  2. 24 rue de France. Photo :  Élément décoratif nominatif.
56. Buisine (Palais) : 38 boulevard de Cimiez
57. Campra (Palais) : 6 square Marc-Antoine-Charpentier
58. Carabacel (Palais) : allée du Palais
59. Cauvin : Palais Jes Cauvin : 2 boulevard Dubouchage
60. Celina (Palais) : 22 bis rue Trachel
61. Cellini (Palais) : 26 rue Berlioz
62. Centre (Palais du) : 6 rue Lamartine. Photo : Plaques nominatives et faïence.
63. Chambrun (Palais de) : 1 avenue André-Chénier
64. Charles (Petit Palais) : 9 avenue de l'Assomption
65. Christine (Palais) : 8 rue des Boers
66. Cimiez (Palais de) : 4 avenue Desambrois. Photo : Entrée nominative.
67. Cimiez-Park (Palais) : 2 avenue Dufourmantel
68. Clemenceau (Palais) : 34 avenue Georges-Clemenceau. Photo : Entrée nominative.
69. Pierre Clérissy (Palais) : 9 rue Blacas
70. Clio (Palais) : 12-14 rue Maréchal-Joffre et 1 rue Eugène-Emanuel
71. Colomba (Palais) : 9 avenue de l'Assomption
72. Commerce (Palais du) : 43 avenue Jean Médecin
73. Concordia (Palais) : 6 rue Verdi
74. Congrès (Palais du) : 21 rue de France
75. Coppelia (Palais) : 34 rue Guiglia. Photo : Porte d'entrée avec détail nominatif.
76. Cotta (Palais) : 76 rue Maréchal-Joffre
77. Couperin (Palais) : 4 square Marc-Antoine-Charpentier
78. Couronne (Palais La) alias La Couronne : 167 promenade des Anglais
79. Cronstadt (Palais) : 10 rue Cronstadt
80. Cyrille Besset (Palais) : 49 avenue Cyrille-Besset
81. De Orestis (Palais) : 9 rue De Orestis
82. Desambrois (Palais) : 1 rue Assalit
83. Deux Avenues (Palais des) : 13 bis avenue de Pessicart
84. Diderot (Palais) : 
  1. 14 rue Diderot
  2. 15 rue Rouget de L'Isle (coin de la rue Diderot). Photo : Entrée avec détail nominatif.
85. Dôme (Palais du) : 10-14 Avenue de Pessicart
86. Dômes (Palais des) : 4 avenue de la Californie
87. Donadei (les Palais) : 5 boulevard Victor-Hugo
88. Doria (Palais) : 39 bis rue de la Californie
89. Dubouchage (Palais) : 15 boulevard Dubouchage
90. Eaux-Bonnes (Palais des) : 6 avenue Gloria
91. Éden (Palais) : 33 boulevard Gorbella
92. Édith (Palais) : 43 bis rue de Jussieu prolongée
93. Eldorado (Palais) : 21 bis rue Alberti
94. Électre (Palais) : 18 rue Flaminius-Raiberti
95. Erika (palais) alias L'Erika :  38 boulevard Joseph-Garnier
96. Éridan (Palais) : 98 rue de France. Photo : Entrée de l'immeuble (avec nom de l'immeuble lisible).
97. Ermione (Palais) : 6 rue Rossini
98. Escurial (Palais L') : 27-29 rue Alphonse-Karr
99. Esmeralda (Palais) : 55 boulevard Victor-Hugo
100. Esplanade (Palais de l') :  3 place de l'Armée du Rhin
101. États-Unis (Palais des) : 89 quai des États-Unis
102. Étoile du nord (Palais) : 53 boulevard Gambetta
103. Excelsior (Palais) : 19 avenue Durante. Photo : Vue générale de l'ancien Excelsior Palace avec détail nominatif.
104. Falicon (Palais de) : 18 rue des Combattants-en-Afrique-du-Nord
105. Faust (Palais) : 25 rue Gounod
106. Fausta (Palais) : 7 rue Berlioz
107. Fiora (Palais) : 29 promenade des Anglais
108. Fleurs (Palais des) : 16 et 18 avenue Georges-Clemenceau. Photo : Entrée avec détail nominatif.
109. Flora (Palais) : 9 rue du Grand Pin
110. Floralies (Palais) : 15 avenue Shakespeare
111. Florentin (Palais) : 28 avenue Maréchal-Foch. Photos : Portail d'entrée avec détail nominatif.
112. Florine (Palais) : 31 boulevard Tzarewitch
113. Foch (Palais) : 10 avenue Maréchal-Foch. Photo : Portail d'entrée nominatif.
114. Fontana (Palais) : 31 bis rue Michel-Ange. Photo : Portail d'entrée avec détail nominatif.
115. Formitcheff (palais) (alias Palais Étoile du Nord) : 53 boulevard Gambetta
116. Fortuna (Palais) : 25 rue de Rivoli. Photo : Entrée avec détail nominatif.
117. Fossati (Palais) : 54 rue Rossini
118. France (Palais de) :
  1. 109 rue de France. Photo : Entrée de l'immeuble (avec plaque nominative).
  2. 19 promenade des Anglais
119. François (Palais) : ... rue Pierre-Vogade
120. François Ier (Palais) : 8 ex 2 rue François-Ier
121. Franklin (Palais) : 2 et 4 place Franklin
122. Gaetano (Palais) : 10 avenue E.-Bridault. Photo : Façade nominative.
123. Galatée (Palais) : 8 rue Trachel
124. Galléan (Palais) : 5 rue Galléan
125. Gallieni (Palais-) : 22 avenue Gallieni
126. Garnier (Palais) : 48 boulevard Joseph-Garnier
127. Gaulois (Palais) : 5 rue Châteauneuf
128. Gay (Palais) : 6-8 boulevard du Parc-Impérial
129. Gioffredo (Palais) :
  1. 23 rue Gioffredo
  2. 64 rue Gioffredo
130. Gilletta (Palais) : 10 rue Paul Reboux
131. Gismonde (Palais) : 30 rue Auber
132. Glace (Palais de) : square Carpeaux
133. Golstadt (Palais) : 28 avenue Borriglione
134. Gounod (Palais) : 22 rue Gounod
135. Grand Palais (Le) :
  1. Grand Palais (Le) : 20-22-24-26 boulevard de l'Armée-des-Alpes
  2. Grand Palais (le) : 2 boulevard de Cimiez
136. Graziella (Palais) : 2 rue Spitalieri. Photo : Entrée nominative.
137. Gretry (Palais) : 3 square Marc-Antoine-Charpentier
138. Grimaldi (Palais) : 2 place Grimaldi
139. Gustave Nadaud (Palais) : 24 avenue Georges-Clemenceau. Photo : Détail nominatif de l'entrée.
140. Hadrumète (Palais) : 35 rue Paul-Bounin
141. Harmonie (Palais de l') : 21 rue Berlioz
142. Haydée (Palais) : 4 rue Rossini
143. Hélios (Palais) : 107 boulevard François-Grosso
144. Héraclès alias Palais Héraclès : 19 rue Amiral de Grasse
145. Hermitage (Palais [de] L') : 42 avenue Émile-Bieckert
146. Hispania (Palais) : 38 rue Auber
147. Hiverna (Palais) : 9 bis rue Desambrois
148. Home (Palais du) : 18 avenue Shakespeare
149. Hunique (Palais) : 8 rue de Suisse
150. Impérial (Palais) : 10 boulevard du Parc-Impérial
151. Impératrice (Palais) : 6 bis rue Lascaris
152. Industrie (Palais de l') : 16 et 18 rue Claude-Roassal
153. Irena (Palais) : 4 avenue des Fleurs
154. Isis (Palais) : 35 ex 29 rue Paul-Déroulède
155. Jacqueline (Palais) :
  1. 10 rue Balbi : Villa Jacqueline en fait
  2. 4 bis boulevard Dubouchage
156. Jacques Hugues (Palais) : angle 33 rue Verdi et 12 rue Guiglia
157. Jardin (Palais du) : 19 rue De Orestis
158. Jean Hugues (Palais) : 31 rue Verdi
159. Jeanne d'Arc (Palais) : 7 rue Michel-Ange et 10 rue de Grammont
160. Jocelyn (Le Palais) : 2 ter rue Spitalieri
161. Joffre (Palais) : 2 avenue Fragonard
162. Johnny (Palais) : 37C boulevard Gorbella
163. Jolienne (Palais-) : 43 boulevard Gambetta
164. Juliette (Palais) : 68 ex 5 avenue Émile-Bieckert
165. Jussieu (Palais) : 7 rue de Jussieu
166. Lacourt (Palais) : 3 rue de Rivoli
167. Lalande (Palais) : 2 square Marc-Antoine-Charpentier
168. Lamartine (Palais) : 24 rue Lamartine. Photo : Entrée nominative.
169. Langham (Palais) : 24,  avenue Émile-Bieckert
170. Lascaris (Palais) : 6 ter ex 8 rue Lascaris (angle rue Bavastro)
171. Lazaret (Palais) : 51 boulevard Stalingrad
172. Loges (Palais des) : 14 rue Georges-Clemenceau. Photo :  Entrée avec détail nominatif.
173. Logis (Palais du) : 16 avenue Shakespeare
174. Longchamp (Palais) : 2 rue Longchamp
175. Lorenzi (Palais) : 39 (?) boulevard Carabacel
176. Los Angeles (Palais) : 29 avenue des Baumettes
177. Louise (Palais) : 39 avenue Borriglione (angle rue Parmentier)
178. Lulli (Palais) : 1 square Marc-Antoine-Charpentier
179. Madison (Palais) : 7 rue de Russie. Photo : Entrée nominative.
180. Madrid (Palais de) : 27 rue Saint-Philippe
181. Maeterlinck (Palais) : 30 boulevard Maurice Maeterlinck. Voir aussi : article Palais Maeterlinck.
182. Magnan (Palais) : Magnan est un quartier de Nice :
  1. 11 avenue de la Californie
  2. 38 A ex 50 A boulevard de la Madeleine (angle rue de la Tour de Magnan)
183. Maguy (Palais) : no 37 rue Smollett (coin rue De Orestis). Photo : Entrée nominative.
184. Mantega (Palais) : 1 rue du Grand-Pin
185. Marbre (Palais de) : 7 avenue de Fabron
186. Marceau (Palais) : 22 rue Marceau
187. Maréchal Joffre (Palais) : 20 rue du Congrès
188. Marguerite (Palais) : 4 rue Joseph-Kosma
189. Marie (Palais) :
  1. 21 rue Châteauneuf
  2. 15 rue Maccarani
  3. 27 boulevard Victor-Hugo
190. Marie-Christine (Palais) :
  1. 123 promenade des Anglais
  2. 20 rue de France
191. Marie-Gabrielle (Palais) : 52 promenade des Anglais. Photo : Entrée avec détail nominatif.
192. Marie Lévy (Palais) : 8 rue Blacas
193. Marie Miette (Palais) : 11 rue Clément-Roassal
194. Martha (Palais) : 3 boulevard Riquier
195. Martine (Palais) : 11 rue Amiral de Grasse
196. Mary (Palais) : 53 promenade des Anglais. Photo : Entrée avec détail nominatif.
197. Massena (Palais) :
  1. 65 rue de France
  2. 3 rue Massena
198. Massingy (Palais) : 2 bis rue de Massingy
199. Mazarin (Palais) : 4 avenue des Mousquetaires
200. Médicis (Palais) : 18 rue Rossini
201. Méditerranée (Palais de la) : 15 promenade des Anglais
202. Méjjijé (Palais) : 10 boulevard Joseph-Garnier
203. Mer (Palais de la) : 245 promenade des Anglais
204. Meyerbeer (Palais) :
  1. 11 rue Meyerbeer
  2. 45 boulevard Victor-Hugo. Photo : Entrée avec détail nominatif.
205. Michel-Ange (Palais) : 15 avenue Borriglione
206. Midi (Palais du) : 20 rue de la Buffa
207. Mimosas (Palais Les) alias Les Mimosas : 53 boulevard Victor-Hugo
208. Minerva (Palais) :
  1. 22 rue Reine-Jeanne
  2. 15 bis rue Rossini
209. Minerve (Palais) : 30 avenue d'Estienne d'Orves
210. Mira (Palais) : 3 avenue de Baumettes
211. Mirabeau (Palais) : 6 rue Mirabeau
212. Mirabel (Palais) : 32 boulevard Auguste-Raynaud
213. Mirafiori (Palais) : 19 rue Berlioz
214. Miramar (Palais) : 29 bis boulevard du Mont-Boron
215. Mireille (Palais) : Mireille est le nom d'une héroïne et d'une œuvre de Frédéric Mistral et est devenu un prénom courant :
  1. 24 et 26 rue Verdi
  2. 15 rue Georges-Ville
216. Moderne (Palais) :
  1. 20 rue Pertinax. Photo : Détail nominatif
  2. 4 rue Veillon
217. Molière (Palais) : 28 bis avenue Bellevue (coin rue Molière)
218. Montana (Palais) : 32 boulevard Gorbella
219. Montclair (Palais) : 30 avenue Bellevue
220. Monty (Palais) : 129 promenade des Anglais et 19 avenue de la Californie
221. Mozart (Palais) : 11 bis avenue Baquis
222. Myosotis (Palais) : 12 avenue des Fleurs
223. Navarre (Palais de) : 34 rue Auber
224. Negresco (Palais) : 1 rue de Rivoli
225. Nemausa (Palais) : 2 bis rue Liserb
226. New York (Palais) : 4 et 6 rue Père-Auguste-Valensin
227. Nice Palais : 15 boulevard Joseph-Garnier
228. Nice (Palais de) : 28 boulevard Carabacel
229. Nicæa (Palais) : 21 rue Clément-Roassal ; Nicæa ou Nicaea est le nom latin de Nice
230. Nicole (Palais) : 113 rue de France. Photo : Porte d'entrée avec détail nominatif.
231. Ni-Jo (Palais) : 30 rue Jean S. Bares
232. Noradinett (Palais) : 56 boulevard Virgile Barel et 1 rue des Orangers
233. Offenbach (Palais) : 4 rue J. Offenbach. Photo : Porte d'entrée avec plaque nominative.
234. Ophelia (Palais) : 13 avenue Shakespeare
235. Orangers (Palais des) : 6 bis avenue des Orangers
236. Orient (Palais d') : 83-85 promenade des Anglais. Photo : Entrée avec détail nominatif.
237. Orme (Palais de l') : 1 rue de l'Orme
238. Osiris (Palais) : 35 ex 31 rue Paul-Déroulède
239. Pacifique (Palais) : 86 boulevard de Cessole
240. Paix (Palais de la) :
  1. 6 boulevard Dubouchage
  2. 74 boulevard François-Grosso
  3. ... avenue Lympia
241. Parc Fleuri (Palais du) : 4-10 rue Paul-Bounin
242. Parmentier (Palais) :
  1. 29 avenue Édouard Delmas (coin de l'impasse Parmentier)
  2. 9 et 11 rue Parmentier
  3. 16 rue Parmentier
243. Paschetta (palais) : 42 rue Verdi
244. Pasteur (Palais) : 11 et 11 bis rue Michelet
245. Pauline (Palais) : 2 rue de Lépante. Voir aussi : article Palais Pauline.
246. Pertinax (Palais) : 26 rue Pertinax et 2 rue Saint-Siagre
247. [Le] Petit Palais :
  1. 87 avenue Borriglione
  2. 2 boulevard de Cimiez
  3. 24 rue Joseph-Cadei
  4. Petit Palais Charles : voir à Charles (Petit Palais)
248. Phidias (Palais) : 22 rue Trachel
249. Pin ([Le] Palais du) :
  1. 5 rue Emmanuel-Philibert
  2. 61 avenue Georges-Clemenceau. Photo : Entrée avec plaque nominative.
250. Phébus (Palais) : 20 avenue Romain-Rolland
251. Pierre Clérissy (Palais)  : 9 rue Blacas
252. Plainpalais (Le) : 11 rue Puget
253. Prince Charles (Palais) : 16 avenue George-V
254. Prince de Galles (Palais) : 53 boulevard de Cimiez
255. Provence (Palais de) : 1 rue de la Gare-du-Sud
256. Quercy (Palais du) : 1 place Magenta
257. Raiberti (Palais) : 19 rue Flaminius-Raiberti
258. Raimbaldi (Palais) : 3 boulevard Raimbaldi
259. Rameau (Palais) : no 8 square Marc-Antoine Charpentier
260. Régence (Palais de la) : 2 et 2 bis rue Verdi
261. Regulus (Palais) : 100 rue de France. Images : Vue générale avec détail nominatif.
262. Reine-Berthe (Palais) : 2 rue du Congrès
263. Reine d'Azur (Palais) : 7-9 rue Lamartine. Photo : Plaque nominative.
264. Reine-Jeanne (Palais) : 24 rue Reine-Jeanne
265. Reine-Marie (Palais) : 37 rue de France
266. Renaissance (Palais) : 36 avenue A. Borriglione
267. Rialto (Palais) : 55 rue de la Buffa
268. Renaud de Falicon (Palais) alias Audiberti de Saint-Étienne (Palais) : 2 rue Tonduti de l'Escarène
269. Rives d'Azur (Palais) : 80 rue Maréchal-Joffre
270. Rivoli (Palais) : 12 rue de Rivoli. Photo : Entrée avec plaque nominative.
271. Rocca (Palais) : 1 rue Louis-Garneray
272. Rosa (Palais) : 32 rue Jean-S.-Bares
273. Rosa Bonheur (Palais) : 4 rue Poincaré, entrée de service 163 rue de France
274. Rose (Le Palais) : 7 avenue Saint-Aignan
275. Rossini (Palais) : 37 et 39 rue Rossini
276. Royal (Palais) :
  1. 6 boulevard Carabacel. Photo : Détail du portail avec plaque nominative.
  2. 35 rue de France
  3. 43 rue de France
  4. 26 rue Parmentier
277. Rusca (Palais) : 3 place du Palais
278. Saint Alban (Palais) : domaine Clerverland, chemin Tour de Bellet
279. Saint Antoine (Palais) : 54 boulevard Gambetta
280. Saint Barthélémy (Palais) : 47 avenue Cyrille-Besset
281. Saint Charles (Palais) : 86 boulevard Bischoffsheim
282. Saint Étienne (Palais) : 34 et 36 rue Trachel
283. Saint Germain (Palais) : 71 avenue George-V
284. Saint Honoré (Palais) : 2 rue Saint-Honoré
285. Saint Jean (Palais) : 14 avenue Maréchal-Foch. Photo : Porte d'entrée nominative.
286. Saint Joseph (Palais) : 17 rue Beaumont
287. Saint Lambert (Palais) : 16 avenue Raymond-Comboul
288. Saint Martin (Palais) : 6 rue Caffarelli
289. Saint Maurice (Palais) : Saint-Maurice est le nom du quartier 
  1. 78 et 78 bis avenue Borriglione
  2. 32 rue Paul-Bounin
290. Saint Philippe (Palais) : 8 rue Joseph-Kosma et 32 boulevard Gambetta
291. Saint-Saëns (Palais) : 9 avenue Auber
292. Santa Fior (Palais) : 2 rue Santa Fior
293. Sainte Agathe (Palais) : 5 boulevard Général-Louis-Delfino
294. Sainte Thérèse (Palais) : 7 avenue Adolphe-Isnard
295. Saluzzo (Palais) : 1 place Max-Barel. Photo : Place Max-Barel et Palais Saluzzo.
296. Santoni de Suzzoni (Palais) : 35 avenue Villermont
297. Saphir (Palais) : 20-22 rue Flaminius-Raiberti
298. Sapho (Palais) : 32 rue Georges-Clemenceau (et 34 rue Gounod). Photo : Entrée avenue Georges-Clemenceau avec détail nominatif.
299. Second Laguzzi (Palais) : 3 rue Auber
300. Sémiramis (Palais) : 40 rue Verdi
301. Shakespeare (Palais) : 24 rue Caffarelli (angle avenue Shakespeare)
302. Sirius (Palais) : 1 boulevard François-Grosso
303. Soleil (Palais du) :
  1. 14 rue Georges Doublet
  2. 6 rue Joseph-Kosma
304. Soledor (Palais) : 16 avenue A.-Borriglione
305. Square (Palais du) : 2 rue Guiglia et 54 boulevard Victor-Hugo. Photo : Détail de l'entrée 2 rue Guiglia avec plaque nominative.
306. Stella (Palais) : stella = « étoile » en latin :
  1. 9 avenue Desambrois. Photo : Entrée nominative.
  2. 20 boulevard de Cessole
307. Sylvia (Palais) : 32 rue Guiglia
308. Tanagra (Palais) : 17 avenue Romain-Rolland
309. Théodore (Palais) : 27 rue Théodore de Banville
310. Thérèsa (Palais) : 10 avenue Fragonard
311. Thiers (Palais) : 43-45 avenue Thiers
312. "Tony Pin" (Palais) : 1 avenue Liserb
313. Torrini (Palais) : 1 rue Torrini
314. Trianon (Palais) : 
  1. 3 avenue Depoilly
  2. 7 rue Molière
315. Trinchieri (Palais de) : 19 avenue Châteaubriand
316. Tzarewitch (Palais) : 25, 27 et 29 boulevard Tzarewitch
317. Union (Palais de l') : 51 rue Rossini
318. Valence (Palais de) : 15 boulevard de Cimiez
319. Valrose :
  1. Valrose (Palais) : 16 avenue Fragonard
  2. Valrose (Le Palais de) : 37 avenue Valrose
320. Véga (Palais) : 1 avenue des Baumettes
321. Venise (Palais) : 31 avenue Malausséna
322. Vénitien (Palais) : 15 promenade des Anglais
323. Vénus (Palais) : 14 boulevard René-Cassin
324. Verda (Palais) : 3 avenue Desambrois
325. Vernier (Palais) : 6 rue Vernier
326. Vichy Palais : 46 boulevard Joseph-Garnier
327. Victor Debenedetti (Palais) : 25 boulevard Carabacel (angle rue Hôtel des Postes)
328. Victor (Palais) : 7 avenue de la République : Victor-Amédée III
329. Victor Hugo (Palais) : 47 boulevard Victor-Hugo :
330. Victoria (Palais) : 
  1. 110 boulevard de Cimiez
  2. 2 rue Maréchal-Joffre
  3. 19 boulevard Tzarevitch
331. Villermont (Palais) : 16 avenue Villermont
332. Vivaldi (Palais) : 26 rue Herold
333. Von  der Wies (Palais) : 4 place Alexandre-Médecin et 82-82 avenue Borriglione
334. Vosges (Palais des) : 139 boulevard Gambetta
335. Windsor (Palais) : 14 avenue Fragonard
336. Yolande (Palais) : 
  1. 21 rue Verdi
  2. 59 boulevard Victor-Hugo